# Claude Le Ragois
L'abbé Claude Le Ragois est un pédagogue français mort à Paris vers 1683. 
Neveu de l'abbé Gobelin, confesseur de Madame de Maintenon, il devint précepteur du duc du Maine. Il composa pour celui-ci une Instruction sur l'histoire de France et sur l'histoire romaine (Paris, 1684, in-12) par demandes et réponses, ouvrage sans grande valeur et néanmoins souvent réimprimé (plus de 180 éditions).
Cet ouvrage dont le succès fut aussi grand que celui de Mézeray, fut adopté par toutes les maisons d'éducation.
L'édition de Paris, 1820, 2 volumes, in-12°, a été totalement refondue par M.Moustalon, et augmentée d'un Abrégé de géographie, de l'Histoire poétique, avec un Précis des Métamorphoses d'Ovide, et enfin d'une Instruction sur l'Histoire ancienne, par demandes et par réponses.

## Œuvres
- Ode sur un tableau de la Vénérable Mère Marie-Victoire, 1664
- Instruction sur l'histoire de France et romaine, par demandes et par réponses, avec une explication succincte des Métamorphoses d'Ovide, et un Recueil de belles sentences tirées de plusieurs bons auteurs, 1684